# Lê Lợi, Vinh
Lê Lợi là một phường thuộc thành phố Vinh, tỉnh Nghệ An, Việt Nam.
Phường có diện tích 1,37 km², dân số năm 1999 là 12.700 người, mật độ dân số đạt 9.270 người/km².

## Vị trí
Địa giới hành chính giáp với các phường Hưng Bình, Quang Trung, Đội Cung, Đông Vĩnh và Quán Bàu.
Phía bắc giáp đường Phan Bội Châu
Phía nam giáp đường Nguyễn Thái Học
Phía tây giáp đường sắt Bắc-Nam
Phía đông giáp đường Lê Lợi, Quốc lộ 1.
Địa hình phần lớn là đồng bằng.